# Colobizus tibiotarsalis
Colobizus tibiotarsalis là một loài bọ cánh cứng trong họ Cerambycidae.